# Sidewise in Time
"Sidewise in Time" este o povestire științifico-fantastică a scriitorului american Murray Leinster care a fost publicată prima oară în numărul din iunie 1934 al revistei Astounding Stories.  "Sidewise in Time" este povestirea titulară din a doua colecție de povestiri a lui Leinster din 1950.
Premiul Sidewise pentru istorie alternativă, fondat în 1995 pentru a recunoaște cea mai bună scriere a anului de istorie alternativă (roman sau povestire), a fost numit pe baza acestei povestiri și ca un semn de apreciere adus acestei povestiri.

## Prezentare
Profesorul Minott este matematician la Colegiul Robinson din Fredericksburg, Virginia. Acesta a stabilit că se apropie rapid un cataclism apocaliptic care ar putea distruge întregul univers. Cataclismul are loc la 5 iunie 1935 (un an în viitor față de data publicației originale a povestirii) atunci când secțiuni ale suprafeței Pământului încep să-și schimbe locul cu omologi ai lor din realități alternative. O legiune romană dintr-o cronologie în care Imperiul Roman nu s-a prăbușit niciodată, apare la periferia St. Louis, Missouri. Un langskip viking dintr-o cronologie în care vikingii au colonizat America de Nord atacă un port maritim din Massachusetts. Un vânzător din Louisville, Kentucky, al cărui autoturism poartă o siglă comercială în care apar unchiul Sam și pentagoane stelate și benzi orizontale roșii albe, are probleme cu autoritățile atunci când călătorește într-o zonă în care Sudul a câștigat Războiul Civil American. Un feribot care se apropie de San Francisco găsește steagul Rusiei țariste deasupra unei fortărețe  sumbre care domină orașul.
Când o pădure de sequoia apare la nord de Fredericksburg, profesorul Minott conduce o expediție de șapte studenți de la Colegiul Robinson pentru a o explora. Ei ajung la râul Potomac și găsesc pe malurile sale un sat chinez înconjurat de lanuri de orez. În acest moment, Minott dezvăluie adevărata situație elevilor: el știa dinainte că  vor avea loc aceste schimburi de linii temporale și intenționează să-și ducă studenții într-o realitate alternativă în care să-și poată folosi cunoștințele științifice pentru a câștiga bogăție și putere. Expediția se reîntoarce la Fredericksburg, care în absența lor a fost înlocuit cu natură sălbatică, iar Minott le dezvăluie studenților că nu se mai pot întoarce în cronologia lor inițială.
În aceea noaptea, un avion din propria lor cronologie aterizează forțat lângă echipa lui Minott. Înainte ca pilotul să moară, aceștia află de la el că Washington, D.C. din realitatea lor încă există așa cum îl știu. Un student numit Blake vrea să se îndrepte spre Washington, dar Minott refuză. Pădurea ia focul de la avionul în flăcări, iar echipa fuge într-o vilă romană. Sunt capturați de proprietarul vilei, cu excepția lui Blake, care scapă. Mai târziu, în acea noapte, Blake se întoarce în secret în vilă și îi eliberează pe ceilalți, împușcându-l pe proprietar. În dimineața următoare, echipa se află aproape de o secțiune a propriei cronologii. Blake îi conduce pe ceilalți studenți acolo, dar Minott refuză să vină; el încă intenționează să călătorească spre o linie temporară mai primitivă și să devină conducătorul acesteia. Una dintre femeile din echipă i se alătură, în timp ce ceilalți studenți se întorc în propria lor cronologie.
Studenții reușesc să contacteze restul lumii și să îi informeze despre deducțiile lui Minott privind evenimentul. În două săptămâni, schimburile de linii temporare încetează, lăsând bucăți și alte fragmente de timp încorporate în propria noastră realitate.

## Influențe
"Sidewise in Time" a fost printre primele povestiri science-fiction despre universurile paralele. În 1903 H. G. Wells a scris romanul A Modern Utopia în care oameni din cronologia noastră călătoresc într-o realitate alternativă, dar Wells a folosit acest lucru ca un artificiu literar pentru a prezenta speculațiile sale privind o societate perfectă. Povestea lui Leinster, în schimb, a introdus conceptul în rândul cititorului de science fiction din reviste pulp, ceea ce a dus la crearea sub-genurilor domeniului.

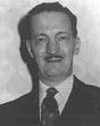
H Beam Piper

Povestirea lui L. Sprague de Camp din 1940, "The Wheels of If", prezintă un singur om transportat involuntar printr-o serie de linii temporare alternative. Seria Paratime (1948-1965) a lui H. Beam Piper  a postulat existența a unei civilizații care să poată călători în timp, o temă cu ecouri în "All the Myriad Ways" (1968) de Larry Niven, The Coming of the Quantum Cats (1986) de Frederik Pohl  și în seria Crosstime Traffic (2003-2008) scrisă de Harry Turtledove. Printre alte povestiri care se referă la călătorii în timpuri paralele se numără "Living Space" (1956) de Isaac Asimov, seria Imperium (1962-1990) a lui Keith Laumer, "Rumfuddle" (1973) de Jack Vance și trilogia G.O.D. Inc (1987–1989) a lui Jack L. Chalker. Povestea lui Lawrence Watt-Evans, "Storm Trooper" (1992), are loc într-o lume a cărui locuitori, ca și cei din "Sidewise in Time", trebuie să facă față apariției bruște a unor secțiuni din alte linii temporare. Time Storm (1977) de Gormon R. Dickson  descrie un Pământ devastat de o furtună cosmică care schimba aleator perioadele istorice ale regiunilor locale, la fel ca și în "Sidewise in Time". Seria anime Orguss a folosit "Sidewise in Time" ca una din sursele sale de inspirație și a descris o lume prinsă într-o capcană a unor teritorii în continuă schimbare de Pământuri alternative.
Cadrul romanului lui Fred Hoyle, October the First Is Too Late este similar celui din povestea lui Leinster, cu excepția faptului că diversele segmente ale Pământului care apar și interacționează între ele, provin din perioade istorice diferite, nu din diferite lumi paralele.
În comentariile sale despre povestea din Before the Golden Age, Isaac Asimov scrie că "Sidewise in Time" a avut un efect de lungă durată asupra gândirii sale. "Întotdeauna am fost conștient de efectul pe care l-ar avea "dacă" în istorie și acest lucru a apărut nu numai în  lucrările mele științifico-fantastice (de exemplu The Red Queen's Race), dar și în cărțile mele serioase despre istorie. De asemenea, am folosit tema istoriei alternativă, de o complexitate enormă, în romanul meu Sfârșitul eternității.
Temele abordate de Leinster vor fi preluate mai amplu de alți scriitori: victoria Sudului în Războiul Civil American, un Imperiu Roman care nu a căzut niciodată, colonizarea Americii de către vikingi, păstrarea de către Rusia în secolul al XIX-lea a coloniilor de pe coasta de vest a Americii, colonizări chineze ale Americii.
Ideea unui învățat care folosește un eveniment cataclismic pentru a deveni conducătorul unui popor primitiv a fost preluată de S. M. Stirling în seriile sale de cărți Nantucket și Emberverse, unde principalii antagoniști fac acest lucru în mod repetat.

## Istoricul publicării
- Astounding Stories, iunie 1934
- Sidewise in Time, editată de Murray Leinster, Shasta, 1950
- Worlds of Maybe, editată de Robert Silverberg, Dell, 1970
- Before the Golden Age, editată de Isaac Asimov, Doubleday, 1974
- The Best of Murray Leinster, editată de  J.J. Pierce, Del Rey, 1978
- The Time Travellers—A Science Fiction Quartet, editată de Robert Silverberg & Martin H. Greenberg, Donald I. Fine, 1985
- Great Tales of Classic Science Fiction,editată de  Isaac Asimov, Martin H. Greenberg & Charles Waugh, Galahad, 1988
- First Contacts, editată de  Joe Rico, NESFA Press, 1998

## Legături externe
- en  Istoria publicării lucrării Sidewise in Time la Internet Speculative Fiction Database